# Elio Montaño
Elio Rubén Montaño (Casilda, Argentina, 29 de agosto de 1929 - 2016) fue un futbolista argentino que jugaba de delantero.

## Selección nacional

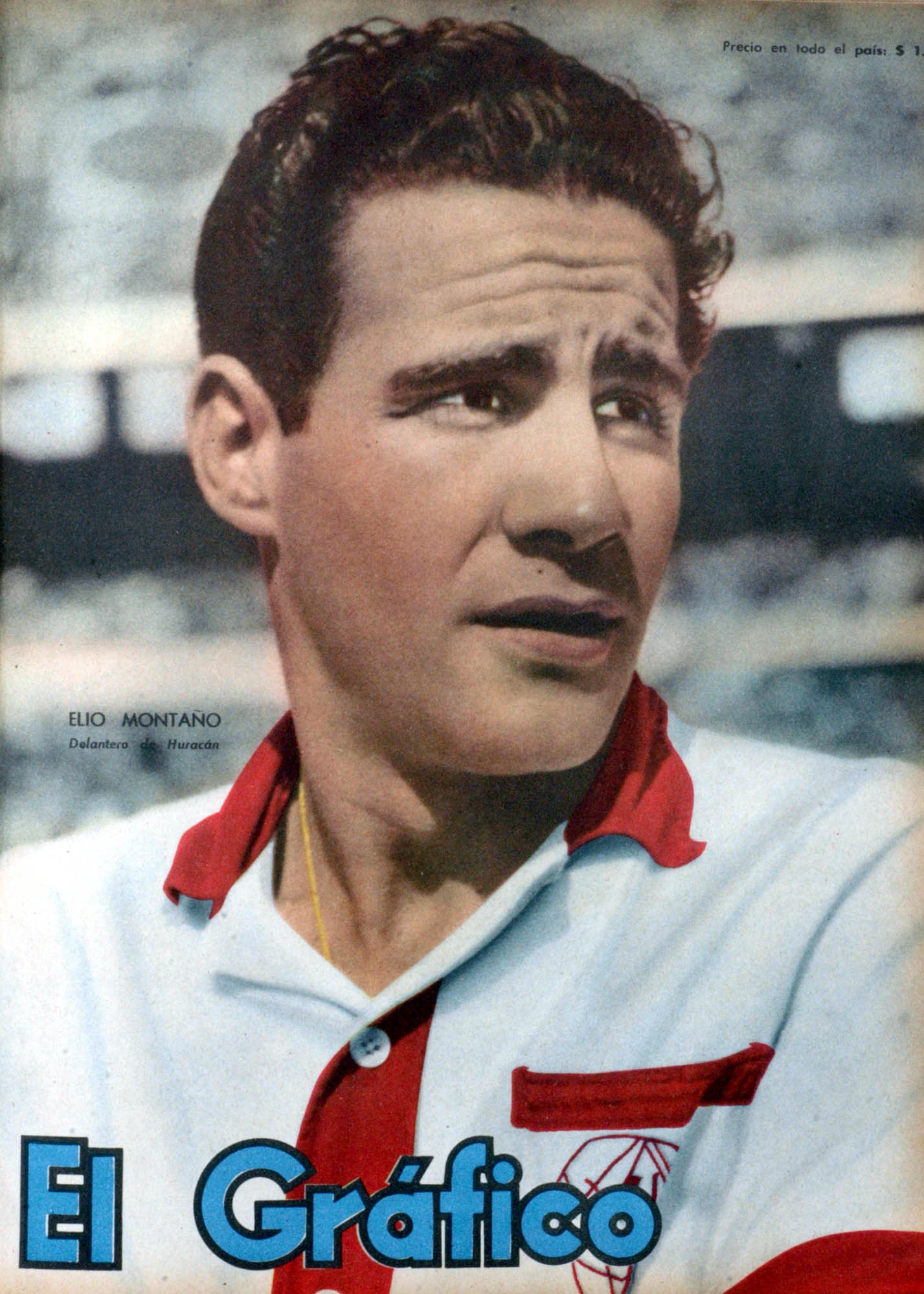
Elio Montaño en Huracán.

Ha sido internacional con la Selección de fútbol de Argentina en varias ocasiones, llegando a disputar durante el Campeonato Panamericano de 1956.

### Participaciones en Juegos Panamericanos
| Juegos                          | Sede   | Resultado  |
| ------------------------------- | ------ | ---------- |
| Campeonato Panamericano de 1956 | México | Subcampeón |

## Clubes
| Club               | País      | Año       | Partidos | Goles |
| ------------------ | --------- | --------- | -------- | ----- |
| Newell's Old Boys  | Argentina | 1949-1951 |          |       |
| Boca Juniors       | Argentina | 1952-1953 | 20       | 7     |
| Huracán            | Argentina | 1954-1959 | 63       | 31    |
| Peñarol            | Uruguay   | 1956-1958 | 97       | 68    |
| Internacional      | Brasil    | 1959      | 1        | 1     |
| Sporting de Lisboa | Portugal  | 1960-1961 |          |       |
| Los Andes          | Argentina | 1961      |          |       |
| Rosario Central    | Argentina | 1962      | 12       | 2     |
| Sporting de Lisboa | Portugal  | 1962-1963 |          |       |
| Nacional           | Uruguay   | 1963      | 3        | 2     |
| Danubio            | Uruguay   | 1963      |          |       |
| Deportivo Galicia  | Venezuela | 1964      |          |       |
| Cúcuta Deportivo   | Colombia  | 1965      |          |       |

## Palmarés

### Campeonatos nacionales
| Título              | Club    | País    | Año  |
| ------------------- | ------- | ------- | ---- |
| Torneo Competencia  | Peñarol | Uruguay | 1956 |
| Torneo Competencia  | Peñarol | Uruguay | 1957 |
| Campeonato Uruguayo | Peñarol | Uruguay | 1959 |